# Sultan Pur Majra
Sultan Pur Majra é uma vila no distrito de North West, no estado indiano de Deli.

## Demografia
Segundo o censo de 2001, Sultan Pur Majra tinha uma população de 163 716 habitantes. Os indivíduos do sexo masculino constituem 54% da população e os do sexo feminino 46%. Sultan Pur Majra tem uma taxa de literacia de 61%, superior à média nacional de 59,5%: a literacia no sexo masculino é de 69% e no sexo feminino é de 51%. Em Sultan Pur Majra, 16% da população está abaixo dos 6 anos de idade.